# Cỏ đuôi chó
Cỏ đuôi chó hay còn gọi đuôi chó (danh pháp khoa học: Myriophyllum tetrandrum) là một loài thực vật có hoa trong họ Haloragaceae. Loài này được Roxb. miêu tả khoa học đầu tiên năm 1820.